# ۱۳۰۱ (قمری)
۱۳۰۱ (قمری)، هزار و سیصد و یکمین سال در گاهشماری هجری قمری است. اول محرم این سال برابر با دوم نوامبر سال ۱۸۸۳ میلادی است.

## زادگان
کالیتموپاتنمات
استانخو خیلپان
فلن هلن

## وابسته
- تاج‌السلطنه
- پیشینه مجلس در ایران